# Cisticola bodessa
Fuinha-boran ou fuinha-dos-boranas (Cisticola bodessa) é uma espécie de ave da família Cisticolidae.
Pode ser encontrada nos seguintes países: Eritrea, Etiópia, Quénia e Sudão.
Os seus habitats naturais são: florestas secas tropicais ou subtropicais , savanas áridas e matagal árido tropical ou subtropical.